# 중화 판타지
중화 판타지는 일본 애니메이션의 주요 장르 중의 하나로 중국을 직접 무대로 하였거나 중국적 색채를 풍기는 이(異)세계를 무대로 하는 작품들을 가리킨다.

## 주요 작품
- 드래곤볼
- 선계전 봉신연의
- 환상게임
- 12국기
- 환상마전 최유기
- 채운국 이야기
- 수신연무
- 킹덤